# Vodnjan
Vodnjan (en italien, Dignano) est une ville et une municipalité située en Istrie, dans le comitat d'Istrie, en Croatie. Au recensement de 2001, la municipalité comptait 5 651 habitants, dont 55,85 % de Croates et 20,05 % d'Italiens et la ville seule comptait 3 406 habitants. C'est une commune bilingue croate/italien.

## Géographie
Vodnjan est située à 10 km au nord de Pula, à 135 m d'altitude. La ville est située à l'intersection entre la route Buje-Pula (M2, E751) et Vodnjan - Fažana. La ville est traversée par la ligne de chemin de fer Divača - Pula.

## Démographie
Selon le recensement de 2001, la ville de Vodnjan compte 3 406 habitants et la municipalité compte 5 651 habitants. La population de la municipalité est ethniquement très diverse : la municipalité compte 3 156 Croates (55,85 %), 1 133 Italiens (20,05 %), 195 Roms (3,45 %) et 163 Serbes (2,88 %), 158 Bosniaques et 81 Monténégrins. Les Monténégrins forment la majorité du village de Peroj.
73,9 % des habitants sont catholiques, 11,6 % musulmans et 4,8 % orthodoxes.

## Localités
En 2006, la municipalité de Vodnjan comptait 4 localités :
- Gajana – Gaiano
- Galižana – Gallesano
- Peroj – Peroi
- Vodnjan – Dignano

## Maires
| Législature | Nom               | Parti(s) | Note  |
| ----------- | ----------------- | -------- | ----- |
| 2005-2009   | Klaudio Vitasović | IDS      |       |
| 2009-2013   | Klaudio Vitasović | IDS-SDP  | [ 5 ] |